# Wetboek van Strafprocesrecht (wetsontwerp)
Het Wetboek van Strafprocesrecht was een wetsontwerp ter vervanging van het Wetboek van Strafvordering, dat sinds 1808 in België van kracht is. De behandeling van dit wetsontwerp werd in het najaar van 2006 stopgezet.

## Geschiedenis
In oktober 1991, na aanbevelingen van de Bende-commissie, werd de 'commissie Strafprocesrecht' opgericht onder leiding van professor Franchimont. De commissie moest het huidige strafrechtsysteem onderzoeken en voorstellen formuleren ter hervorming.
In 1998, in de nasleep van de zaak-Dutroux, werd de zogeheten "kleine Wet-Franchimont" goedgekeurd. Deze zorgde voor een eerste verandering in het strafproces. (extra rechten voor het slachtoffer, inzage in het dossier, zuivering der nietigheden,...)
De commissie bleef verder werken aan een grotere verandering van het strafproces (de "grote Wet-Franchimont"). Hun voorbereidende werkzaamheden leidde tot een wetsvoorstel houdende het Wetboek van Strafprocesrecht. 
Het voorstel werd op 13 januari 2004 officieel bij het Parlement ingediend en de Senaat heeft het op 1 december 2005 goedgekeurd.
Eind 2006 werd bekendgemaakt dat de Kamer het wetsontwerp niet meer zou behandelen. De "grote Wet-Franchimont", en dus het Wetboek van Strafprocesrecht, werd voor onbepaalde tijd in de ijskast gestopt. 
Nationaal recht